# Armando Shashoua
Armando Shashoua Sarmiento (Londres, 31 de octubre de 2000) es un futbolista inglés que juega como centrocampista y actualmente se encuentra sin equipo.

## Trayectoria
Formado en la cantera del Tottenham Hotspur, el 26 de enero de 2020 sale cedido al Atlético Baleares de la Segunda División B, club que tras el término de su cesión se lo acaba quedando en propiedad. Tras dos temporadas y media en el club, el 12 de julio de 2022 firma por la U. D. Ibiza de la Segunda División de España, dando así el salto al fútbol profesional.
Durante la primera vuelta de la temporada 2022-23, disputó 10 encuentros en Segunda División en las filas de la UD Ibiza. 
El 25 de enero de 2023, pasó al Córdoba C. F. de la Primera Federación, en calidad de cedido hasta el final de la temporada, donde participó en otros 10 encuentros, en el Grupo I de Primera RFEF.
El 17 de julio de 2023, firma por el Club Deportivo Atlético Baleares de la Primera Federación.

## Vida privada
Su hermano mayor Samuel también es futbolista y centrocampista; ambos jugaron juntos en el Atlético Baleares en 2020.

## Clubes
Actualizado al último partido disputado el 14 de agosto de 2022.
| Club                             | País   | Año       | Parts. | Goles |
| -------------------------------- | ------ | --------- | ------ | ----- |
| Atlético Baleares                | España | 2020-2022 | 51     | 4     |
| U. D. Ibiza                      | España | 2022-2023 | 12     | 0     |
| Córdoba C. F.                    | España | 2023      | 10     | 0     |
| Club Deportivo Atlético Baleares | España | 2023-     | 0      | 0     |